# LinkedIn open networker
Un LinkedIn Open Networker (abrégé LION) est un membre du site de réseautage social LinkedIn qui encourage positivement des connexions avec d’autres membres, qu’ils aient ou non établi au préalable des relations d’affaires.

## Historique
Le groupe LIONs a été fondé par Christian Mayaud en janvier 2006, rapidement rejoint par John L. Evans du Royaume-Uni sur Yahoo!. 

Créé en septembre 2007 et modéré par John L. Evans, le groupe des LIONs revendique plus de 50 000 membres en 2011.
Il a été créé pour pallier le fait que chaque personne qui joint Linkedin a un nombre fixe de 3 000 invitations, une capacité d’adhésion limitée à 53 groupes et un nombre de connexions limité à 30 000. De plus, il s’oppose au fait que le nombre de connexions ne soient pas complètement visible, puisqu’une personne qui réunit plus de 500 connexions affiche seulement 500+.

## Critiques
Bien que n’ayant pas explicitement interdit les LIONs, LinkedIn a adopté une position négative à leur encontre en 2009. En effet, LinkedIn réduit brutalement et sans préavis la capacité des LIONs à se mettre en relation avec leurs contacts de niveau 2 et 3. Mais les LIONs ne sont généralement pas considérés comme des hackers de ce réseau social lorsqu’ils paient pour l’utiliser.